# Kronides brevicornis
Kronides brevicornis är en insektsart som beskrevs av Fonseca. Kronides brevicornis ingår i släktet Kronides och familjen hornstritar. Inga underarter finns listade i Catalogue of Life.